# بلال الدواء
بلال الدواء لاعب كرة قدم سعودي ، يلعب كحارس مرمى في نادي الجندل معار من نادي الاتفاق.

## مسيرة اللاعب
بدأ في نادي الاتفاق وأعير إلى نادي الجندل في عام 2024.